# Wybrzeże Kości Słoniowej na Letnich Igrzyskach Olimpijskich 2004
Wybrzeże Kości Słoniowej na Letnich Igrzyskach Olimpijskich 2004 reprezentowało 5 zawodników: 2 mężczyzn, 3 kobiety.

## Skład kadry

### Lekkoatletyka

#### Konkurencje biegowe

##### Kobiety
| Zawodnik              | Konkurencja | Eliminacje | Eliminacje | Ćwierćfinały | Ćwierćfinały | Półfinał | Półfinał | Finał | Finał   | Źródło |
| Zawodnik              | Konkurencja | Czas       | Pozycja    | Czas         | Pozycja      | Czas     | Pozycja  | Czas  | Pozycja | Źródło |
| --------------------- | ----------- | ---------- | ---------- | ------------ | ------------ | -------- | -------- | ----- | ------- | ------ |
| Amandine Allou Affoué | 100 m       | 11.46      | 4.         | NQ           | NQ           | NQ       | NQ       | NQ    | NQ      | [ 1 ]  |

##### Mężczyźni
| Zawodnik          | Konkurencja | Eliminacje | Eliminacje | Ćwierćfinały | Ćwierćfinały | Półfinał | Półfinał | Finał | Finał   | Źródło |
| Zawodnik          | Konkurencja | Czas       | Pozycja    | Czas         | Pozycja      | Czas     | Pozycja  | Czas  | Pozycja | Źródło |
| ----------------- | ----------- | ---------- | ---------- | ------------ | ------------ | -------- | -------- | ----- | ------- | ------ |
| Eric N'Dri Pacome | 100 m       | 10.39      | 3. (Q)     | 10.32        | 8.           | NQ       | NQ       | NQ    | NQ      | [ 2 ]  |

### Pływanie

#### Kobiety
| Zawodnik       | Konkurencja          | Eliminacje | Eliminacje | Półfinał | Półfinał | Finał | Finał   | Pozycja | Źródło |
| Zawodnik       | Konkurencja          | Czas       | Pozycja    | Czas     | Pozycja  | Czas  | Pozycja | Pozycja | Źródło |
| -------------- | -------------------- | ---------- | ---------- | -------- | -------- | ----- | ------- | ------- | ------ |
| Éliane Droubry | 50 m stylem dowolnym | 29.23      | 7.         | NQ       | NQ       | NQ    | NQ      | 53.     | [ 3 ]  |

#### Mężczyźni
| Zawodnik         | Konkurencja          | Eliminacje | Eliminacje | Półfinał | Półfinał | Finał | Finał   | Pozycja | Źródło |
| Zawodnik         | Konkurencja          | Czas       | Pozycja    | Czas     | Pozycja  | Czas  | Pozycja | Pozycja | Źródło |
| ---------------- | -------------------- | ---------- | ---------- | -------- | -------- | ----- | ------- | ------- | ------ |
| Gregory Arkhurst | 50 m stylem dowolnym | 24.82      | 6.         | NQ       | NQ       | NQ    | NQ      | 58.     | [ 4 ]  |

### Taekwondo

#### Kobiety
| Zawodnik   | Konkurencja   | 1/8 finału        | Ćwierćfinały     | Półfinały        | Repasaże o brąz   | Repasaże o brąz  | Finał            | Pozycja | Źródło |
| Zawodnik   | Konkurencja   | 1/8 finału        | Ćwierćfinały     | Półfinały        | Półfinał          | Finał            | Finał            | Pozycja | Źródło |
| Zawodnik   | Konkurencja   | Przeciwnik Wynik  | Przeciwnik Wynik | Przeciwnik Wynik | Przeciwnik Wynik  | Przeciwnik Wynik | Przeciwnik Wynik | Pozycja | Źródło |
| ---------- | ------------- | ----------------- | ---------------- | ---------------- | ----------------- | ---------------- | ---------------- | ------- | ------ |
| Mariam Bah | Waga do 57 kg | Jang J.-w. P 2-10 | NQ               | NQ               | Sonia Reyes P 0-5 | NQ               | NQ               | 7-8.    | [ 5 ]  |